# Bradypodion kentanicum
Bradypodion kentanicum là một loài thằn lằn trong họ Chamaeleonidae. Loài này được Hewitt mô tả khoa học đầu tiên năm 1935.

## Hình ảnh

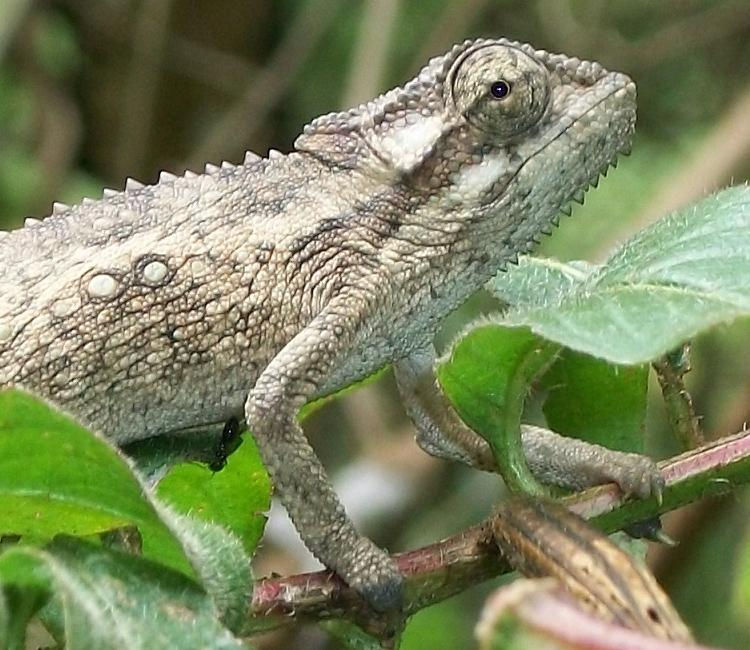
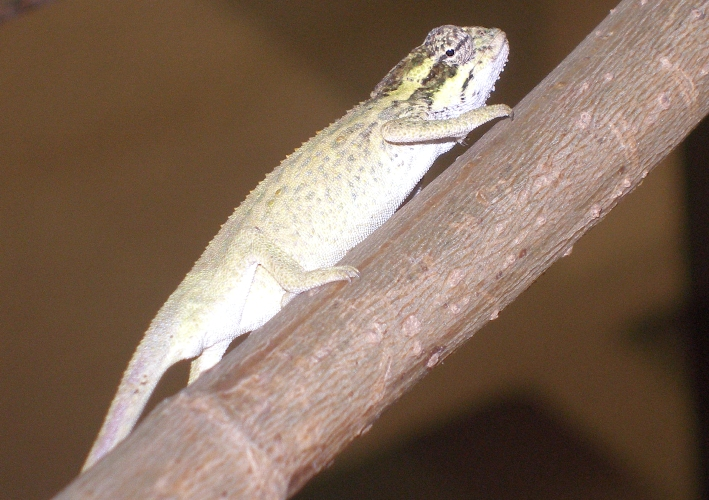
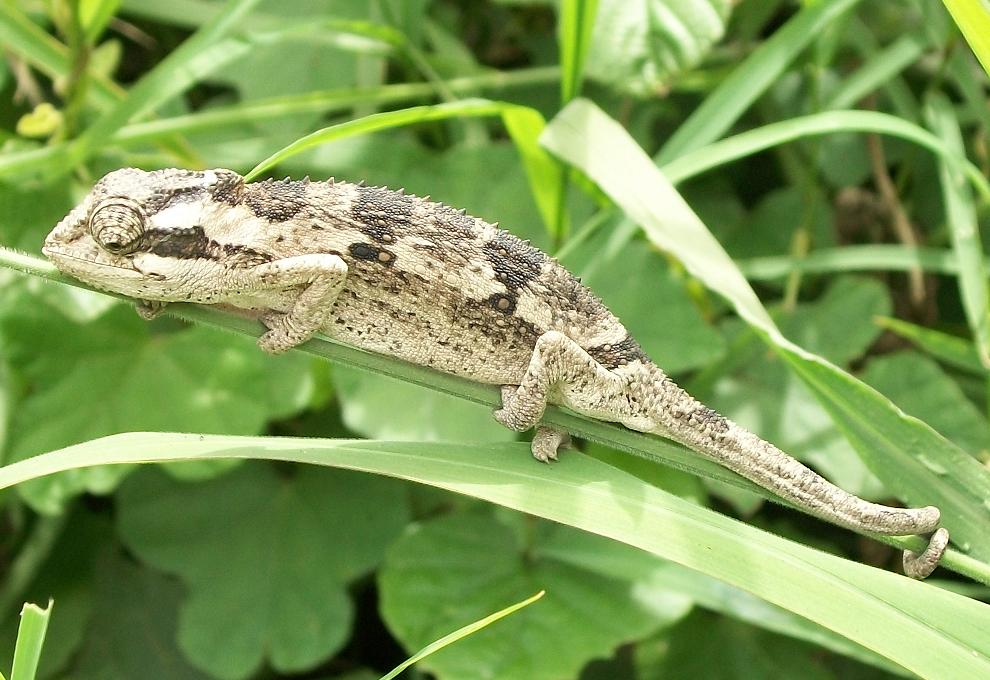
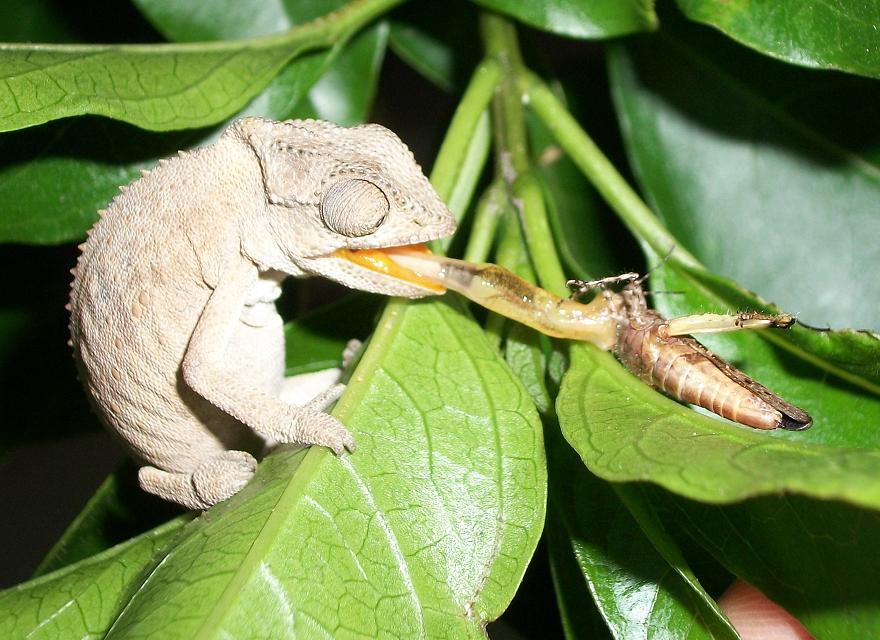